# Nariño (Colombia)
Nariño es uno de los treinta y dos departamentos que forman la República de Colombia. Con una población estimada de 1 719 281 habitantes para 2023, es el noveno departamento más poblado. Su capital es Pasto. Está ubicado en el extremo suroeste del país, en las regiones andina y pacífica. Fue fundado en 1904 con la unión de las entonces provincias caucanas de Pasto, Barbacoas, Obando y Túquerres.
La economía del departamento es principalmente agrícola y ganadera.

## Toponimia
El departamento lleva su nombre en honor a Antonio Nariño, traductor y divulgador de la declaración de los derechos del hombre y a quien se considera precursor de la independencia de Colombia.

## Historia

### Época precolombina
El territorio estaba ocupado durante la época precolombina por numerosas tribus indígenas, entre ellas los pastos, quillacingas, awá, iscuandés, telembíes, tumas, tabiles, abadaes, chinches, chapanchicas y pichilimbíes. A finales del siglo XV, los incas extendieron sus dominios hasta el río Ancasmayo.

### Época virreinal
El primer conquistador que ingreso al territorio fue Pascual de Andagoya en 1522, quien recorrió parte de la costa pacífica colombiana y obtuvo información que posteriormente utilizó Francisco Pizarro para organizar la expedición que culminó con la conquista del Perú; ésta salió en noviembre de 1525 y recorrió toda la costa colombiana, tocando las islas de Gorgona y del Gallo, así como la ensenada de Tumaco.
Quienes primero exploraron la parte montañosa del departamento fueron Juan de Ampudia y Pedro de Añazco, comisionados por Sebastián de Belalcázar en 1535, quien a su vez recorrió el territorio en 1536 y llegó hasta Popayán donde permaneció algún tiempo antes de su partida a España. Al regresar Belalcázar en 1541 ya con el título de gobernador de las tierras por él conquistadas, dividió sus dominios en 14 tenencias; entonces este territorio quedó como parte de la provincia de Popayán aunque fuertemente conectada con la audiencia de Quito.
Durante la época de la independencia, Pasto y Barbacoas se mantienen fieles a la Corona española, destacando la resistencia del caudillo mestizo Agustín Agualongo y la masacre de la Navidad Negra por parte de las fuerzas bolivarianas.

### Durante la república
Posteriormente formó parte de la provincia de Popayán, y luego, entre 1821 y 1863 hizo parte del departamento del Cauca y las provincias de Barbacoas y Pasto sucesivamente; después, en 1863 del Estado Soberano del Cauca hasta 1886, cuando se restablecieron los departamentos.
En 1830 y 1839 la región se anexa voluntariamente a Ecuador.
Después del infructuoso intento por crear el Estado Soberano del Sur, en 1904 es creado el departamento de Nariño segregándose del Cauca, con capital en San Juan de Pasto.

## Geografía

### Límites
Nariño está delimitado por el océano Pacífico al oeste, Ecuador al sur y con varios departamentos aledaños:
| Noroeste: Océano Pacífico                                      | Norte: Océano Pacífico, Cauca                   | Nordeste: Cauca                                                                   |
| Oeste: Océano Pacífico                                         |                                                 | Este: Putumayo                                                                    |
| Suroeste: Ecuador Provincia de Esmeraldas (Ríos Mataje y Mira) | Sur: Ecuador Provincia de Carchi (Río Guaítara) | Sureste: Putumayo (Río Churuyaco) Ecuador Provincia de Sucumbíos (Río San Miguel) |

### Fisiografía

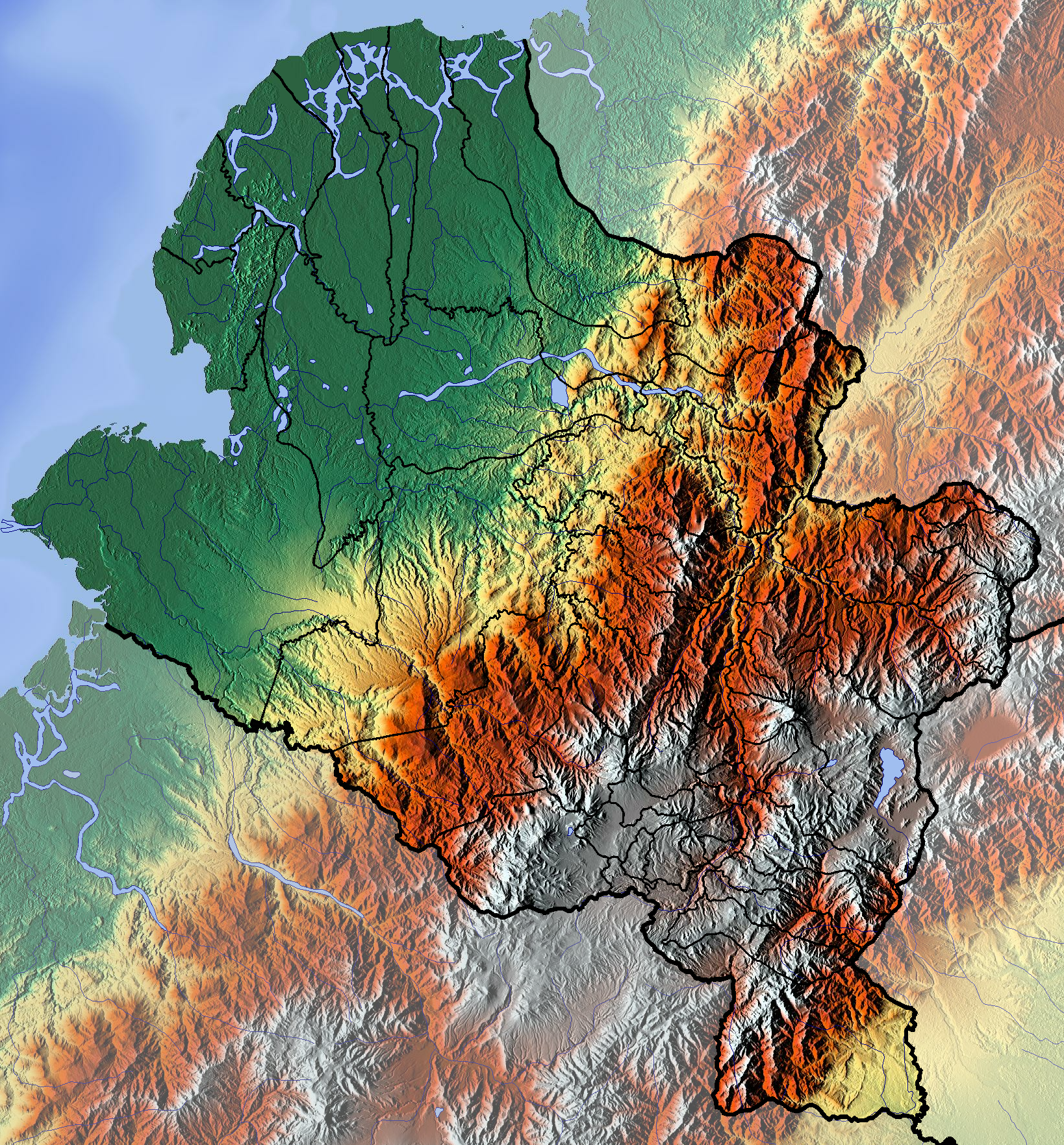
Mapa físico de Nariño.

En el territorio del departamento de Nariño se distinguen tres regiones fisiográficas:
- Llanura del Pacífico, que se caracteriza por altas temperaturas, abundantes lluvias y exuberante vegetación; se subdivide en la zona de mangle y la llanura del bosque húmedo, que se extiende hasta las estribaciones de la cordillera occidental.
- Región andina o altiplano nariñense, el rasgo más sobresaliente del departamento y que es la más poblada, donde se encuentra el centro político del departamento. La cordillera de los Andes forma el nudo de los Pastos, de donde se desprende dos ramales:
  - La cordillera occidental, la cual presenta el altiplano de Túquerres e Ipiales, los volcanes Chiles (4718 m), Cumbal (4764 m) y  Azufral (4070 m), y una profunda depresión denominada hoz de Minamá.
  - La cordillera centro-oriental que presenta el valle de Atriz y los volcanes Galeras (4276 m) y Doña Juana (4250 m).
- Vertiente amazónica, al oriente, formada por el piedemonte amazónico, económicamente unida al departamento del Putumayo, y que presenta terrenos abruptos poco aprovechables, cubiertos por bosques húmedos.

### Hidrografía

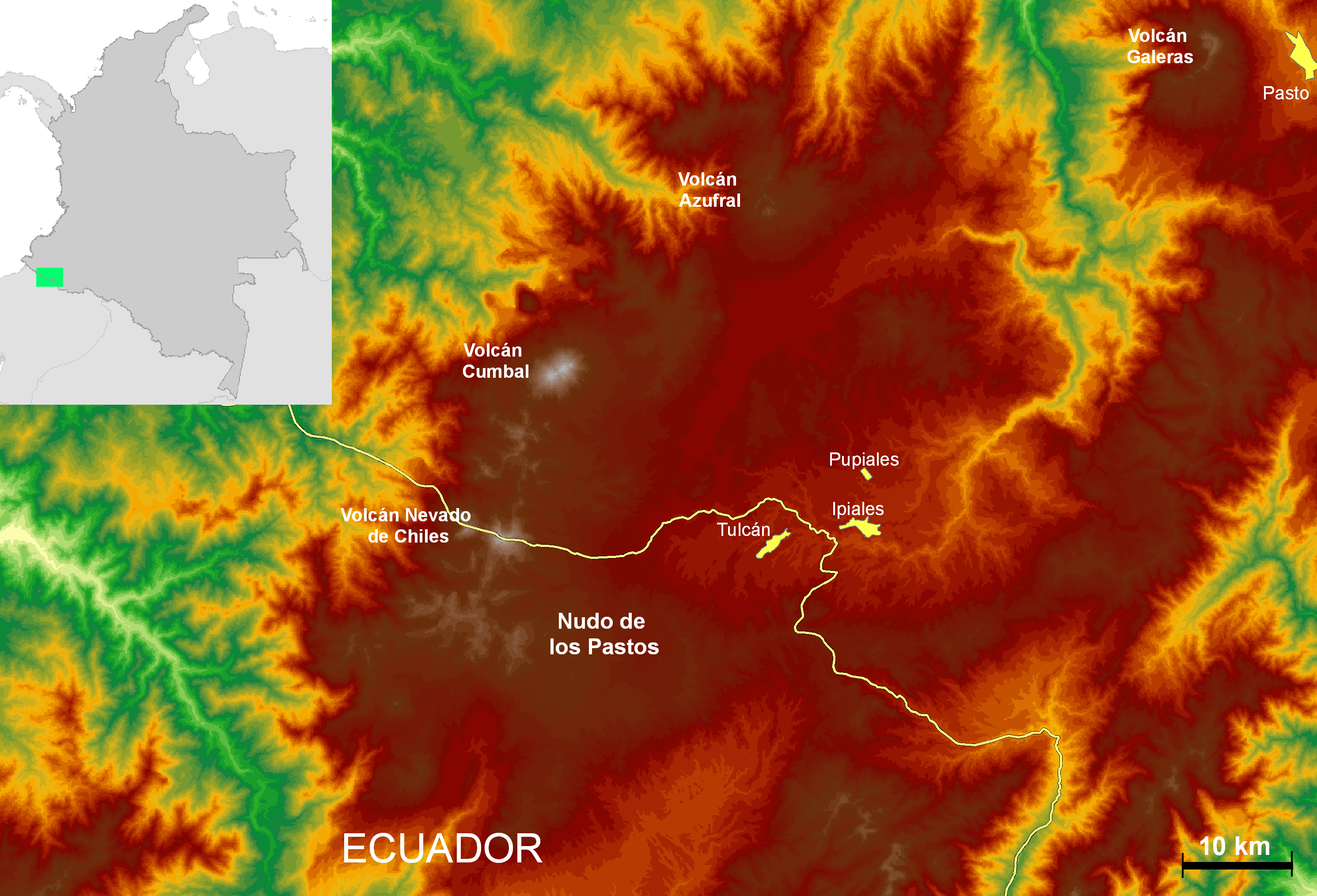
Nudo de los Pastos.

Está constituida por dos vertientes:
- La del Pacífico, que comprende los ríos Patía, Mayo, Guáitara, Juanambú, Pasto, Iscuandé, Mira y Mataje.
- La Amazónica, formada por los ríos Guamuez, Churuyaco, San Miguel y Patascoy.

### Clima
El relieve permite que Nariño disfrute de temperaturas cálidas, templadas, frías y de páramo. Las lluvias en el área interandina son mayores a 3000 mm, disminuyendo en el altiplano nariñense donde son inferiores a los 1000 mm; en el piedemonte amazónico y la costa pacífica las lluvias son superiores a los 4000 mm.

### Parques naturales
En el departamento se encuentra el parque nacional natural Sanquianga, los santuarios de fauna y flora Galeras e isla de La Corota, además de otras 47 áreas de reserva natural, en los municipios de Barbacoas, Chachagüi, Ricaurte, Pasto y Yacuanquer.

## División política y administrativa
Nariño se compone de 64 municipios y 555 centros poblados, agrupados en treces subregiones:
- Centro: Pasto, Chachagüí, La Florida, Nariño, Tangua y Yacuanquer.
- Guambuyaco: El Peñol, El Tambo, La Llanada y Los Andes.
- Juanambú: Arboleda, Buesaco, La Unión, San Pedro de Cartago y San Lorenzo.
- La Cordillera: Cumbitara, El Rosario, Leiva, Policarpa y Taminango.
- La Sabana: Guaitarilla, Imués, Ospina, Sapuyes y Túquerres.
- Los Abades: Providencia, Samaniego y Santa Cruz.
- Obando: Aldana, Contadero, Córdoba, Cuaspud, Cumbal, Funes, Guachucal, Gualmatán, Iles, Ipiales, Potosí, Puerres y Pupiales.
- Occidente: Ancuya, Consacá, Linares y Sandoná.
- Pacífico Sur: Francisco Pizarro y Tumaco.
- Piedemonte Costero: Mallama y Ricaurte.
- Río Mayo: Belén, Colón, El Tablón, La Cruz, San Bernardo, San José de Albán y San Pablo.
- Sanquianga: El Charco, La Tola, Mosquera, Olaya Herrera y Santa Bárbara.
- Telembí: Barbacoas, Magüí Payán y Roberto Payán.

### Rama judicial
Judicialmente los municipios de Nariño están agrupados en 20 circuitos notariales, con un total de 25 notarías, un circuito principal de registro con sede en San Juan de Pasto y 7 oficinas seccionales con sede en Barbacoas, Ipiales, La Cruz, La Unión, Samaniego, Tumaco y Túquerres; un distrito judicial con 11 cabeceras: Barbacoas, Ipiales, La Cruz, La Unión, Samaniego, Túquerres y Tumaco en el departamento de Nariño y Mocoa, Sibundoy y Puerto Asís en el departamento de Putumayo. El departamento conforma la circunscripción electoral de Nariño que elige cinco representantes.

## Demografía
Los municipios más poblados del departamento para 2025 son:
| Evolución de la población del departamento de Nariño (1912-2025)          |
|                                                                           |
| Población según censo. Población según proyección.Fuente: Statoids. DANE. |

Los indígenas awá del piedemonte costero, pastos del altiplano de Túquerres e Ipiales, quillasinga del valle de Atriz y eperara de la costa pacífica, fueron los grupos humanos autóctonos. Con la expansión del Imperio incaico, llegaron los indígenas que hoy viven en Aponte, los inga, comunidades mitimakuna asentadas en las fronteras del Tahuantinsuyo, a las cuales estaban integradas comerciantes de exportación e importación mindalakuna.
Actualmente los indígenas son alrededor del 15 % de la población del departamento.
La colonización española se estableció desde el siglo xvi, especialmente en la región andina, donde la población mestiza es hoy mayoría (serrano o Pastuso). De los esclavos africanos que fueron capturados desde entonces y traídos a América, y que en la región fueron la mano de obra para la minería de oro y los puertos, desciende gran parte de la población de la costa pacífica (costeños), donde establecieron comunidades con culturas propias y territorios colectivos, algunas tempranamente, de los cimarrones fugitivos, y especialmente después de la abolición de la esclavitud en 1851.
En Nariño la mayoría de la población aún vive en el área rural. El 43% reside en las cabeceras municipales, el 57% en el resto del departamento. La población de 10 años y más, según condición de actividad, está distribuida en: 51% "económicamente activa", 20% estudiantes, 24% oficios del hogar, 1% jubilados y pensionados y el 4% en otra situación. De la población económicamente activa, el 56% trabaja en el sector rural; el 53% son asalariados y el 32% trabajadores por cuenta propia.

### Etnografía
- Blancos & mestizos (66,5 %)

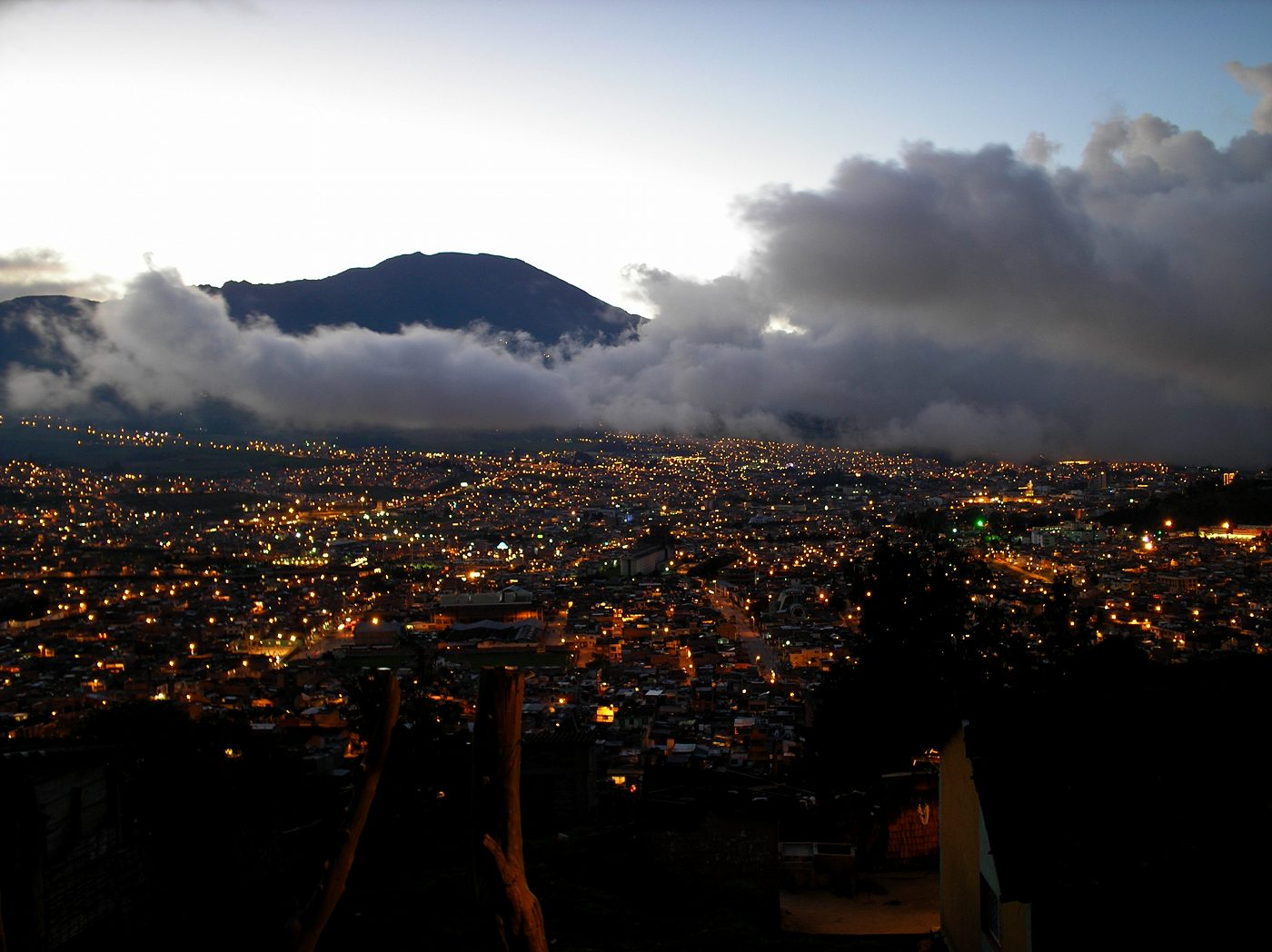
San Juan de Pasto.

- Negros, mulatos o afrocolombianos (17,8 %)
- Indígenas (15,7 %)

### Inmigración
El más reciente censo general de la nación, realizado por el Departamento Administrativo Nacional de Estadística de Colombia (DANE), presenta los siguientes resultados acerca del país de nacimiento de los habitantes del departamento de Nariño:
| N.º        | País           | Población |
| ---------- | -------------- | --------- |
| 1          | Venezuela      | 13 826    |
| 2          | Ecuador        | 3 197     |
| 3          | España         | 62        |
| 3          | Perú           | 62        |
| 5          | Estados Unidos | 39        |
| 6          | Chile          | 37        |
| 7          | Cuba           | 36        |
| 8          | Argentina      | 30        |
| 9          | México         | 29        |
| 10         | Brasil         | 21        |
| No informa | No informa     | 344       |
| Otros      | Otros          | 214       |
| Total      | Total          | 17 897    |

## Economía
El principal sector económico es el agropecuario. Los cultivos de mayor importancia son la papa, cacao, maíz, trigo, cebada (uno de los pocos lugares de Colombia donde todavía subsisten estos cultivos), café, fríjol, plátano, caña panelera, palma aceitera, zanahoria, olloco, arveja, haba y quinua. Las agroindustrias más importantes son la harinera y la aceitera. Según informe de la ONU de 2013, este departamento es el mayor productor de hoja de coca en el país, lo que lo ha convertido en el blanco de numerosos ataques terroristas por parte de los grupos al margen de la ley, quienes buscan el control de estos sembradíos para la fabricación de cocaína, además del acceso presuntamente cómodo que ofrece la salida de este alcaloide a través del puerto del municipio de Tumaco, perteneciente a este departamento.
La actividad ganadera se realiza con ganado vacuno, porcino, equino, caprino y ovino.
La pesca fluvial y marítima es muy importante en las poblaciones costeras principalmente en Tumaco donde se cuenta con un puerto marítimo pesquero y donde esta industria hace mayor incidencia sobre el océano Pacífico así como la cría del camarón.
La minería que fue actividad central en la colonia, aún produce 1 millón 700 mil gramos de oro y 350 mil de plata además de platino, el principal municipio orifico de Nariño es Barbacoas; buena parte de la actividad minera de la zona es explotada de manera ilegal, que termina siendo fuente de financiación para los grupos guerrilleros y las bandas criminales. Por Nariño cruza el oleoducto transandino que transporta el petróleo del Putumayo y Ecuador, hasta Tumaco.
Existen unos 600 establecimientos industriales, la mayoría pequeños y medianos. Se destacan las industrias de cuero, madera y lana. La actividad comercial es importante por el desarrollo del comercio fronterizo con Ecuador y el puerto de Tumaco. A través del puerto marítimo de Tumaco se movilizan productos como hidrocarburos, petróleo proveniente de Putumayo, aceite de palma y productos pesqueros incluidos el cacao y el plátano.

## Vías de comunicación

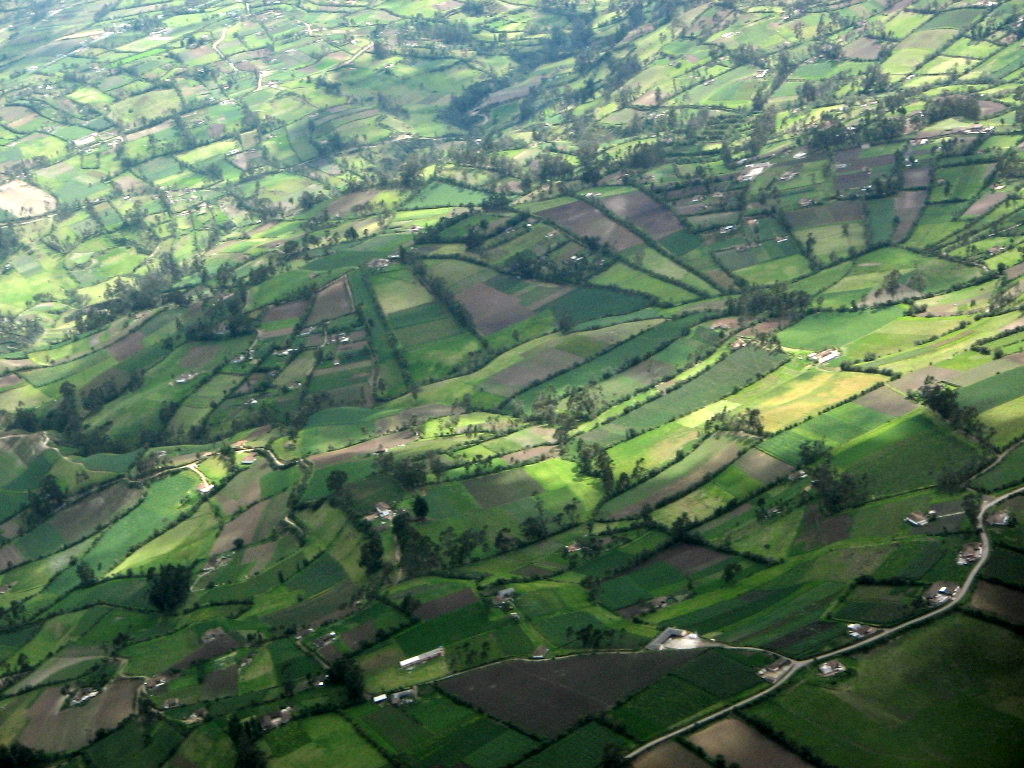
Paisaje de minifundios en el departamento de Nariño.

Existen varias vías en el territorio del departamento. Una de las más importantes es la carretera Panamericana que cruza el departamento de sur a norte entre Ipiales y Taminango y comunica al sur con Ecuador. Otra es la carretera al mar que une a Túquerres con Tumaco. Hacia el oriente existen carreteras que llevan de Pasto al valle del Sibundoy y Mocoa; y de Ipiales a Orito. Carreteras secundarias conectan a la capital con poblaciones como La Unión, La Cruz y mediante una carretera circunvalar al volcán Galeras se comunica con los municipios de Yacuanquer, Consacá, Sandoná y La Florida. En la zona costera, debido al abandono de esta región por parte del estado, el transporte principalmente es fluvial.
El departamento cuenta con el Aeropuerto Antonio Nariño, ubicado en el municipio de Chachagüí en la región de Cano, a 35 km de Pasto, el aeropuerto San Luis en el municipio de Ipiales, el aeropuerto La Florida en Tumaco y el pequeño aeropuerto del municipio de Mosquera en la costa del Pacífico.
Vía marítima el departamento tiene acceso principalmente a través del puerto de Tumaco que consta de un muelle de 310 metros de largo y 25 metros de ancho, incluye un puerto pesquero y un amarradero flotante para buques-tanques desde 25 000 hasta 100 000 DWT y un calado para maniobra de 100 pies (30 m). Muchas veredas localizadas en la parte baja de los ríos Mira y Patía así como poblaciones costeras sobre el océano Pacífico realizan su transporte a través de lanchas a motor y pequeñas embarcaciones.

## Turismo

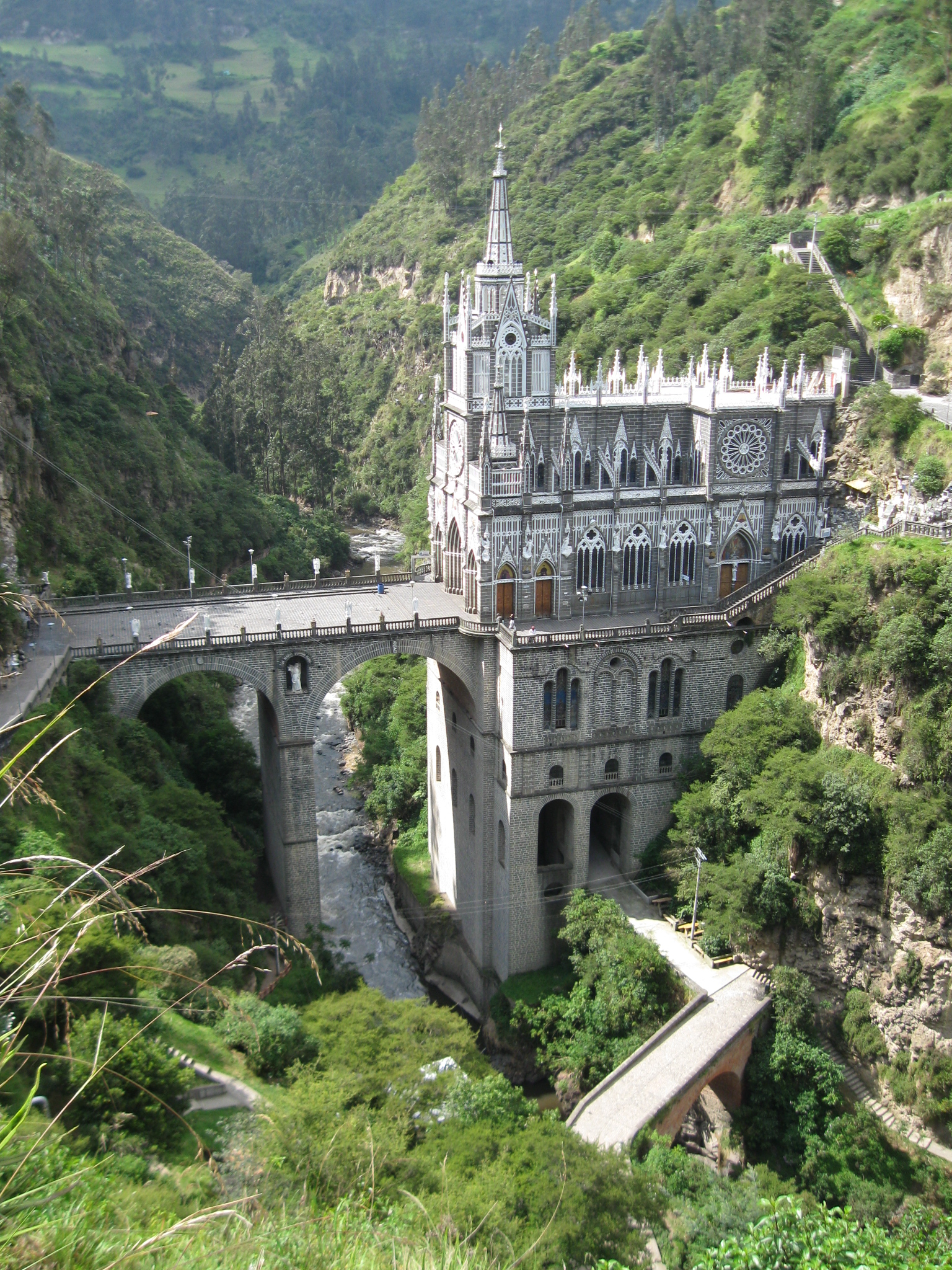
Santuario de Las Lajas.

Es famoso el Santuario de Las Lajas cerca de Ipiales que recibe miles de peregrinos diariamente. Dignos de conocer son la Laguna de la Cocha, la isla de La Corota, el nevado y la laguna de Cumbal, el nudo de los Pastos, las aguas termales de Ipiales y La Cruz, la isla de Tumaco y sus hermosas Playas del Morro, Mulatos, La Ensenada y Bocagrande, el parque nacional natural de Sanquianga, los santuarios de Flora y Fauna Galeras e isla de la Corota, y 47 áreas de reserva natural en los municipios de Barbacoas, Chachaguí, Ricaurte, Pasto y Yacuanquer. Anualmente se celebran en la primera semana de enero los Carnavales de Blancos y Negros y en la segunda semana de febrero los carnavales del fuego en Tumaco y los municipios de la costa del Pacífico nariñense. En el municipio de Sandoná se encuentra una de las iglesias más bellas del país cuya construcción de paredes está elaborada en piedra y su estilo es neogótico.
También se cuenta con el Santuario de la Virgen de la Playa, ubicado en el municipio de San Pablo Nariño, sobre la ribera del río Mayo.

## Biodiversidad
Aunque son pocos los estudios que se han dedicado a cuantificar la riqueza y diversidad biológica del departamento de Nariño, se cuenta con registros de especies de aves, mamíferos y trabajos preliminares de anfibios y reptiles así como de la flora regional. Por otra parte se están iniciando investigaciones para algunos artrópodos como mariposas, hormigas y escarabajos copronecrófagos por parte de investigadores del Grupo de Investigación en Ecología Evolutiva de la Universidad de Nariño y de la Asociación GAICA Archivado el 28 de agosto de 2018 en Wayback Machine..
| Grupo Taxonómico | Número de especies en Colombia | Número de especies en Nariño | % de especies en Nariño |
| ---------------- | ------------------------------ | ---------------------------- | ----------------------- |
| Plantas          | 41 000                         | 3968                         | 9,68                    |
| Anfibios         | 698                            | 76                           | 10,89                   |
| Reptiles         | 520                            | 89                           | 17,11                   |
| Aves             | 1865                           | 1048                         | 56,20                   |
| Mamíferos        | 1182                           | 471                          | 38,64                   |

Fuente: Archivo Asociación GAICA Archivado el 28 de agosto de 2018 en Wayback Machine. 2011, Chavés y Santamaría 2006

## Gastronomía
- Amasijos:
  - Pambazos (pan especial de trigo).
  - Allullas (pan de trigo dulce).
  - Pan de Maíz.
  - Pan de Leche.
  - Pan de Yuca.
  - Empanadas de harina. (Ver empanada en Colombia)
  - Empanadas de añejo. (Ver empanada en Colombia)
  - Hojaldras o tortillas de harina.
  - Pan de Achira (San Pablo Nariño)
  - Pan de suelo (San Juan de Pasto)

- Bebidas: Hervido pastuso, coctél caliente de jugo de frutas con licor de caña de azúcar, sea aguardiente o chapil.

- Aperitivos y principios: Bizcochuelo nariñense, champús (bebida típica navideña), ají de maní, empanadas de añejo (ver empanada), lapingachos.

- Sopas: locro, juanesca o fanesca, pusandao.

- Platos: cuy asado, frito pastuso, lomo de cerdo con mora o lulo, tamal nariñense, guatita (papa con maní, librillo y huevo cocido) pan de bono, papa cocida.

- Postres: postre de tomates, dulce de chilacuán (papayuela), dulce de mora, dulce de brevas, dulce de calabaza, melcocha.

## Ferias y fiestas
- Enero: Carnaval de Negros y Blancos, Carnaval Rock, Feria y Exposición Artesanal (Pasto), Carnaval Multicolor de la Frontera (Ipiales),  Encuentro de Música Andina, Carnaval de Negros y Blancos (Túquerres), Fiesta Del Nazareno (Magüi Payán), Fiestas de San Francisco de Sales (Mosquera), Fiestas Patronales y Desfile Histórico de Gualmatán. (Gualmatán), Festival De Los Cholos (Francisco Pizarro), Carnaval De Negros y Cholitos (El Charco).
- Febrero: Carnaval del Fuego (Tumaco), Carnaval Cuenca de Los Ríos (Roberto Payán),
- Marzo: Peregrinación al Santuario de Las Lajas.
- Abril: Fiestas Patronales de San José Obrero (Roberto Payán).
- Junio: Fiestas en Honor al Apóstol San Pedro (Funes), Fiestas patronales en honor a la Virgen de la Playa (San Pablo), Onomástico Municipal (Pasto, 13-30), Festival del Maíz (Guachavez), Fiestas Patronales de San Juan Bautista (El Charco).
- Julio: 1, 2 y 3 Fiestas patronales de la Virgen de Visitación (Ancuya), Fiestas de La Virgen Del Carmen (El Charco).
- Agosto: Creación del Departamento de Nariño, Fiestas patronales en honor de San Bartolomé (Córdoba), Fiestas Patronales de la Virgen De Atocha (Barbacoas), Conmemoración de la Batalla de Bomboná (Guaitarilla),  Concurso Departamental de Bandas Musicales (Samaniego), Encuentro Internacional de música y danzas folclóricas, Aniversario de Fundación (Yacuanquer), Fiestas Patronales de Nuestra Señora del Tránsito (Consacá), Fiesta populares (San Pablo), Fiestas tradicionales y de verano (Sandoná).
- Septiembre: Festival Internacional 20 de Septiembre (Puerres), Fiestas Del Señor de La Misericordia (Olaya Herrera), Festival Internacional de Teatro (Pasto),  Festival Internacional de Jazz PastoJazz (Pasto), Fiesta de Nuestra Señora de las Lajas (Ipiales), Fiesta de Nuestra Señora de las Mercedes (Tablón de Gómez).
- Octubre: Festividades de la Municipalidad (Ipiales), Fiestas Patronales de San Rafael (La Tola).
- Noviembre: Fiesta del Señor de los Milagros (Puerres), Fiesta del Serñor del Mar (Francisco Pizarro), Onomástico (Tumaco), Fiestas Culturales de San Rafael Arcángel (Tangua).
- Diciembre: Festival de Música del Pacífico (Tumaco), Fiestas Patronales de Santa Bárbara (Iscuandé).

## Red departamental de bibliotecas públicas de Nariño
Nariño cuenta con 84 bibliotecas públicas,  83 de carácter estatal y 1 privada en Imbilí - Tumaco, que conforman la Red Departamental de Bibliotecas Públicas (RDBP).
Para el  cierre del año 2020, en el departamento se reportan 3 bibliotecas fuera de funcionamiento.
Las bibliotecas que hacen parte de la Red Departamental de Biblioteas Públcias de Nariño en los 64 municipios del departamento, son administradas de acuerdo a la Ley Nacional de Bibliotecas (Ley 1379 de Colombia). Obligando a cada alcaldía o administración municipal, a asignar y sostener el cargo de un bibliotecario o bibliotecaria. 
A pesar de las garantías que la ley propone en cuanto a personal bibliotecario, uno de los principales retos que afronta la Red Departamental de Bibliotecas es la alta rotación de personal.
El rol de las mujeres se destaca en la dinamización de la red, en tanto corresponden al 78,7% de las personas encargadas de gestionar las bibliotecas que la componen.